# شبکه سه
شبکه سه، یکی از شبکه‌های تلویزیونی دولتی کشور ایران است، که در مجموعه سازمان صدا و سیمای جمهوری اسلامی ایران مدیریت می‌شود. شبکه سه اولین شبکه تلویزیونی سازمان صدا و سیمای جمهوری اسلامی ایران می‌باشد که پس از انقلاب ۱۳۵۷ راه‌اندازی شد. شعار این شبکه تلویزیونی از زمان تأسیس تا هم‌اکنون شبکه سه، شبکه جوان بوده است. پخش برنامه‌های این شبکه با فرمت HD 1080p و کدک HEVC نیز از گیرنده‌های زمینی و ماهواره‌ای از ۹ آذر ۱۳۹۹ آغاز شد. پیش از این پخش با فرمت HD 1080i و کدک H264 از ۱۷ مرداد ۱۳۹۵ آغاز شده‌ بود.

## تاریخچه
شبکه سه در ۱۴ آذرماه سال ۱۳۷۲ با برنامه‌های جوان‌پسند تأسیس، و تبدیل به نخستین شبکه تلویزیونی راه‌اندازی شده سازمان صدا و سیمای جمهوری اسلامی ایران پس از انقلاب ۱۳۵۷ ایران شد. این شبکه در ابتدا مدتی بر روی بسامد بسیاربالا پخش می‌شد و در نیمهٔ دوم دههٔ هفتاد خورشیدی به بسامد فرابالا منتقل شد؛ از این رو در آن زمان برخی تلویزیون‌های قدیمی مانند پارس را مجهز به تیونر مجزای دریافت یواچ‌اف می‌نمودند.
این شبکه در ابتدا ۳/۵ ساعت برنامه پخش می‌کرد و از ۱۴ آذر ۱۳۷۸ به پخش ۲۴ ساعته رسید. شبکهٔ سه در سال‌هایی تأسیس شد که کشور در حال تحول بود. انتشار همشهری به عنوان اولین روزنامهٔ رنگی ایران، تأسیس فروشگاه‌های زنجیره‌ای شهروند در تهران و همچنین آزاد شدن ویدئو و در پی آن تأسیس ویدئوکلوپ‌ها؛ نیاز به شبکه‌ای تلویزیونی که جوان‌پسند و متفاوت باشد، بیش از پیش احساس شد.
محمّدجعفر صافی اوّلین مدیر این شبکه بود: از زمان تأسیس تا سال ۱۳۸۲. پس از آن علی‌اصغر پورمحمدی از شبکهٔ تهران به‌این شبکه منتقل شد و تا مهر ۱۳۹۱ در این سمت باقی ماند. در مهر ۱۳۹۱ معاون وقت سیما در حکمی مجید زین‌العابدین را جایگزین پورمحمدی کرد. با تغییرات مدیریتی سازمان صدا و سیما در سال ۱۳۹۳، سید غلامرضا میرحسینی به عنوان مدیر شبکهٔ سه انتخاب شد. در خرداد ۱۳۹۵ پورمحمدی پس از برکناری از معاونت سیما برای دومین بار مدیریت شبکهٔ سه را برعهده گرفت. با حکم معاون سیما از اردیبهشت ۱۳۹۷ تاکنون، مدیریت این شبکه بر عهده علی فروغی می‌باشد.
این شبکه پس از بیست‌ودو سال در ۱۵ آذرماه سال ۱۳۹۴ و همزمان با بیست‌ودومین سال تأسیس‌اش، لوگوی خود را اصلاح و گرافیک کلی شبکه را تغییر داد. رنگ لوگو از نارنجی به سفید تغییر پیدا کرد. این تغییر در زمان پخش مستقیم مسابقهٔ فوتبال بین دو تیم بارسلونا و والنسیا رخ داد. لوگوی جدید و شباهت آن به لوگوی شرکت اریکسون و چند شرکت دیگر، با واکنش‌هایی همراه بود. اصلاح لوگوی شبکه توسط ایمان یاری انجام شده‌است. همچنین از ۲۹ اسفند سال ۱۳۹۷ نیز موشن گرافیک لوگو و زیرنویس‌ها تغییر کردند. همزمان با این تغییرات، خروجی تصویر این شبکه روی گیرنده‌های دیجیتال از نسبت تصویر ۴:۳ (۵۷۶آی، SDTV) به ۱۶:۹ (۵۷۶آی، SDTV) تغییر پیدا کرد. از روز ۱۷ مرداد ۱۳۹۵، پخش رسمی اچ‌دی (HD) شبکهٔ سه در تهران و مراکز استان‌ها آغاز شد.

## مدیران
| نام                  | فعالیت | فعالیت  | مدت فعالیت |
| نام                  | آغاز   | پایان   | مدت فعالیت |
| -------------------- | ------ | ------- | ---------- |
| محمدجعفر صافی        | ۱۳۷۲   | ۱۳۸۲    | ۱۰ سال     |
| علی‌اصغر پورمحمدی     | ۱۳۸۲   | ۱۳۹۱    | ۹ سال      |
| مجید زین‌العابدین     | ۱۳۹۱   | ۱۳۹۳    | ۲ سال      |
| سید غلامرضا میرحسینی | ۱۳۹۳   | ۱۳۹۵    | ۲ سال      |
| علی‌اصغر پورمحمدی     | ۱۳۹۵   | ۱۳۹۷    | ۲ سال      |
| علی فروغی            | ۱۳۹۷   | هم‌اکنون |            |

## گسترهٔ پخش
این شبکه در اکثر مناطق ایران از طریق فرستنده‌های زمینی دیجیتال روی باند بسامد فرابالا پخش می‌شود. همچنین برنامه‌های این شبکه از طریق ماهواره بدر ۵ در آسیا و اروپا و خاور میانه پخش می‌شود. دریافت برنامه‌های شبکهٔ سه رایگان است. این شبکه در طول ۲۴ ساعت شبانه‌روز فعال می‌باشد. روی سیگنال این شبکه پیام‌نمای فارسی نیز پخش می‌شد که در سال ۱۴۰۲ پیام‌نما این شبکه غیرفعال شد. برنامه‌های این شبکه از طریق اینترنت نیز به صورت رایگان پخش می‌شود.

## گروه‌های برنامه‌ساز
برنامه‌های شبکه سه در شش گروه برنامه‌ساز تولید می‌شود. این گروه‌ها عبارتند از: گروه سیاسی، گروه فرهنگ و معارف اسلامی، گروه ورزش، گروه اجتماعی، گروه دانش و اقتصاد و گروه فیلم و سریال. علاوه بر این بخش تأمین برنامه نیز در این شبکه فعال است.
خبرگزاری صدا و سیمای جمهوری اسلامی ایران نیز سه بخش خبری مختلف را از شبکه سه روی آنتن می‌برد. این بخش‌های خبری عبارتند از دو بخش اخبار ورزشی در ساعات ۱۲:۴۵ و ۱۷:۴۵ به وقت تهران که هر کدام به مدت پانزده دقیقه به مرور رویدادهای ورزشی ایران و جهان می‌پردازند و از تاریخ ۱۲ اردیبهشت ۱۴۰۲ به‌طور همزمان از شبکه خبر نیز پخش می‌شوند و بخش اخبار شبانگاهی در ساعت ۲۲ به‌وقت تهران که به پخش خلاصه‌ای از اخبار ایران و جهان می‌پردازد و به‌مدت بیست دقیقه است.

### گروه ورزش
بخش عمده‌ای از برنامه‌های این شبکه در گروه ورزش تولید می‌شود. پخش زنده رقابت‌های ورزشی مهم ایران و جهان نظیر جام خلیج فارس به ویژه دیدارهای دو باشگاه فوتبال استقلال تهران و باشگاه فوتبال پرسپولیس تهران، مسابقات مهم تیم ملی فوتبال ایران، جام جهانی فوتبال، جام ملت‌های آسیا، لیگ ملت‌های والیبال مردان، بازی‌های المپیک، قهرمانی والیبال جهان، لیگ ملت‌های اروپا، لیگ قهرمانان اروپا، لیگ برتر انگلستان و دیگر لیگ‌های فوتبال اروپایی نظیر سری آ ایتالیا، لالیگای اسپانیا و لیگ یک فرانسه از این جمله‌اند. در سال‌های قبل مسابقات بوندس‌لیگا آلمان نیز از شبکه سه به‌طور زنده پخش می‌شد.
برخی رویکردهای شبکه سه در پخش زنده مسابقات ورزشی انتقاداتی را در داخل ایران به دنبال داشته‌است. رله این مسابقات از شبکه‌های خارجی به‌ویژه شبکه‌های ماهواره‌ای عرب‌زبان بدون پرداخت حق پخش و با پوشاندن نشان شبکه اصلی از جمله این انتقادات است. همچنین این شبکه رویدادهای ورزشی خارجی را با ۷ ثانیه تأخیر پخش کرده و تصاویر مربوط به تماشاگران زن یا برخی صحنه‌های دیگر را با تکرار صحنه‌های قبل همان مسابقه حذف می‌کند. به همین دلیل تماشاگران شاهد تکرار چندبارهٔ برخی صحنه‌ها هستند. توجه بیش از حد به رشته فوتبال و عدم پخش مسابقات مهم دیگر رشته‌های ورزشی از دیگر انتقاداتی است که معمولاً به شبکه سه وارد می‌شود.
این شبکه برخی برنامه‌های تحلیلی و گفتگوی ورزشی را نیز پخش می‌کند. مشهورترین آن‌ها برنامه ۹۰ بود که با اجرای عادل فردوسی پور پخش می‌شد. این برنامه به تحلیل و تفسیر فوتبال باشگاهی و ملی ایران می‌پرداخت. در سال ۱۳۹۸ برنامه فوتبال برتر به‌جای برنامه ۹۰ روی آنتن رفت. برنامه دایره طلایی نیز با اجرای شهاب قاسمی به تحلیل و بررسی رشته کشتی می‌پردازد. همچنین برنامه توپ و تور هم به پخش و تحلیل کارشناسی مسابقات والیبال، بسکتبال و هندبال می‌پردازد.

### گروه فیلم و سریال
این گروه به تهیه انواع مجموعه‌های طنز، اجتماعی، درام‌های خانوادگی و فیلم‌های تلویزیونی می‌پرداخت. تولید مجموعه‌های مناسبتی در تعطیلات عید نوروز، ماه رمضان و ماه محرم از دیگر وظایف این گروه بود. از سال ۱۴۰۲ در پی تغییر تشکیلات سریال سازی، گروه فیلم و سریال این شبکه از چارت برنامه‌سازی تلویزیون حذف شد. با تغییرات رخ داده، شبکه سه محصولات تولید شده در مرکز سیمافیلم که متولی اصلی تولید سریال در صدا و سیمای جمهوری اسلامی ایران به‌شمار می‌رود را پخش می‌کند.
تاکنون برخی از کارگردانان برجسته سینمای ایران مانده ابراهیم حاتمی‌کیا، کمال تبریزی و کیانوش عیاری نیز سریال‌هایی را برای شبکه سه کارگردانی کرده‌اند. همچنین از مهمترین کارگردانان طنزپرداز تلویزیون ایران نظیر مهران مدیری، رضا عطاران، سروش صحت، مهران غفوریان، سعید آقاخانی و رامبد جوان نیز سابقه همکاری با شبکه سه را دارا می‌باشند. دهه ۸۰ با پخش مجموعه‌های زیر آسمان شهر در سه فصل، پس از باران، بدون شرح، خط قرمز، مسافری از هند، متهم گریخت، شب‌های برره ،چارخونه، باغ مظفر، خانه به دوش، راه بی‌پایان، ترش و شیرین، بزنگاه، مسافران و دلنوازان توانست مخاطبان زیادی را به خود جلب کند و پر مخاطب‌ترین شبکه ایرانی شود. در دهه ۹۰ نیز مجموعه‌های همچون ساختمان پزشکان، نابرده رنج، زمانه ، ستایش، آوای باران، دزد و پلیس، پژمان، دردسرهای عظیم، لیسانسه‌ها، شمعدونی، وضعیت سفید، از مجموعه‌های محبوب این شبکه در دهه ۹۰ خورشیدی بود.

### گروه اجتماعی
اکثر برنامه‌های غیر ورزشی شبکه سه در گروه اجتماعی تولید می‌شوند. این گروه برنامه‌های گوناگونی را در موضوعات اجتماعی، فرهنگی، هنری، خانوادگی، علمی، پزشکی، نشاط و سرگرمی را تهیه می‌کنند. گروه اجتماعی شبکه سه به تولید و پخش مستند و حتی سریال هم می‌پردازد، البته سریال‌سازی جزء وظایف ثابت این گروه نیست اما با این حال گاهی سریال‌هایی نیز در گروه اجتماعی این شبکه ساخت می‌شود، از جمله سریال آوای باران که محصول همین گروه است. مستند  شوک هم یکی از معروف‌ترین مستندهای شبکه سه بود که توسط گروه اجتماعی تهیه می‌شد.

### برنامه‌های تاک‌شو و ترکیبی
از مهمترین این برنامه‌ها می‌توان به ماه عسل، عصر جدید، سه ستاره، کوله پشتی، ویتامین ۳،  نیمروز، مردم چی میگن، برنده باش، هفت، حالا خورشید، راز سیب اشاره کرد.

### فیلم‌های خارجی
سریال‌هایی همچون افسانه جومونگ در سال‌های ۸۷ و ۸۸، امپراتور دریا در سال ۸۶ و افسانه دونگ‌یی در سال ۱۳۹۱ از سریالهای خارجی پر طرفدار پخش شده از شبکه سه سیما بودند.

### بخش تأمین برنامه
این شبکه علاوه‌بر مجموعه‌های تلویزیونی خارجی به پخش فیلم‌های سینمایی ایرانی و خارجی به ویژه در تعطیلات پایان هفته و تعطیلات رسمی ایران می‌پردازد. بخش تأمین برنامه وظیفه تهیه این‌گونه برنامه‌ها را بر عهده دارد.

### گروه سیاسی
شبکه سه به پخش برخی گفتگوها و مستندهای سیاسی نیز می‌پردازد. مناظره‌های انتخاباتی نامزدهای دهمین انتخابات ریاست جمهوری ایران را باید مهم‌ترین برنامه سیاسی شبکه سه دانست. استفاده از وحید یامین‌پور برای اجرای برنامه ایران ۸۸ که در ایام انتخابات ۱۳۸۸ از شبکه سه پخش می‌شد، انتقاد مخالفان دولت را به دنبال داشت. چرا که گفته می‌شود او از دبیران سایت حامی دولت رجانیوز بوده و در موارد زیادی از یکی از نامزدهای انتخاباتی پشتیبانی کرده‌است. همچنین پخش مستندی با عنوان پرونده هسته‌ای در شهریور ۱۳۸۸ انتقاداتی را در بین برخی گروه‌های سیاسی ایران مطرح ساخت. آن‌ها معتقد بودند این مستند مذاکره‌کنندگان ایرانی در دورهٔ قبل از به ریاست‌جمهوری رسیدن محمود احمدی‌نژاد را به خیانت به منافع ملی متهم کرده‌است. پخش این مستند واکنش خامنه‌ای را نیز در پی داشت.

### گروه فرهنگ و معارف اسلامی
این گروه به تهیه برنامه‌های گفتگومحور و برخی مجموعه‌های داستانی با مضمون دینی اشتغال دارد. بیشتر برنامه‌های این گروه در اوقات شرعی شیعیان به افق تهران پخش می‌شوند.

## پیام نما

پیام نمای شبکه سه در تاریخ ۲۱ خرداد سال ۱۴۰۰

پیام نمای شبکه ی سه در ابتدا به زبان انگلیسی بود  پیام نمای شبکه دو به فارسی بود که هردو پیام نما  از اواخر دهه هفتاد آغاز به کار کرده بودند 
دراوایل دهه هشتاد پیام نمای انگلیسی به شبکه دو‌ (که بعد آن هم به شبکه چهار منتقل شد وخود شبکه دو هم پیام نمای فارسی شد)منتقل شد و پیام نمای فارسی به شبکه سه منتقل شد 
از سال ۱۴۰۲دیگر کل پیام نماهای شبکه های سیما از سیستم پخش حذف شدند

## پخش ماهواره‌ای
این شبکه تلویزیونی هم‌اکنون در ۳ ماهواره بدر ۵، اینتل‌ست ۳۹ و اکسپرس ای ام ۷ درحال پخش است.
شبکه سه در ماهواره بدر ۵ هنگام پخش زنده رقابت‌های ورزشی خارجی، فیلم سینمایی پخش می‌کند و علت آن این است که حق پخش زنده لیگ‌های معتبر اروپایی و جام جهانی و سایر مسابقات ورزشی در منطقه آسیا در اختیار گروه شبکه‌های بین اسپورت قطر می‌باشد و شبکه سه حق ندارد آن را به صورت رایگان برای منطقه خاورمیانه پخش کند.
ماهواره بدر ۵ در تمام خاورمیانه جز کشورهای مصر و یمن قابل دریافت است و اگر شبکه سه مسابقات فوتبال‌های خارجی را به‌صورت زنده و رایگان پخش کند دیگر کسی اشتراک گران‌قیمت بین‌اسپورت را نمی‌خرد.
برای تماشای پخش زنده فوتبال‌های خارجی باید جهت اینتل‌ست ۳۹ در ۶۲ درجه شرقی و اکسپرس ای ام ۷ در ۴۰ درجه شرقی را در فرکانس ماهواره‌ای رسیور خود داشته باشید.

## نشان‌واره‌ها

اولین نشان (۱۳۷۲–۱۳۹۴)
دومین نشان (۱۳۹۴–اکنون)
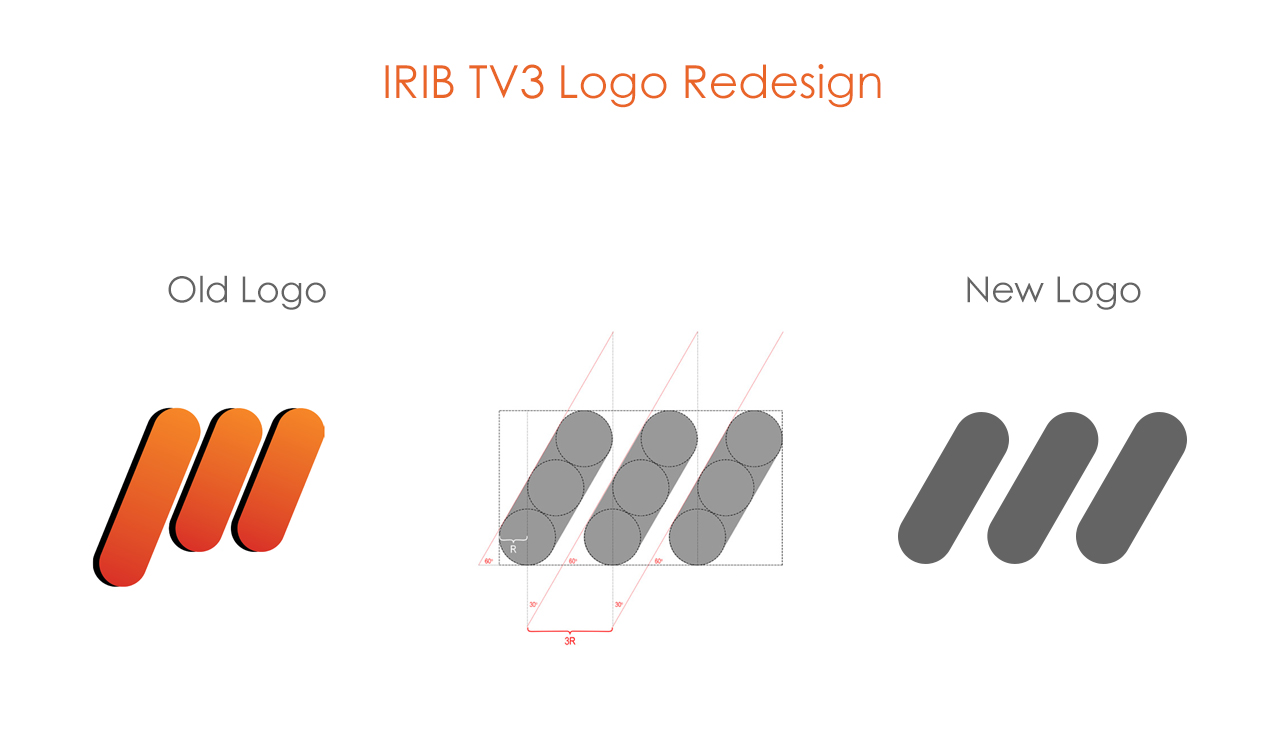
تناسبات در بازطراحی نشان شبکه سه